# Martin Wolfram
Martin Wolfram (ur. 29 stycznia 1992 w Dreźnie) – niemiecki skoczek do wody, olimpijczyk z Londynu 2012, Rio de Janeiro 2016 i z Tokio 2020, brązowy medalista mistrzostw Europy.

## Udział w zawodach międzynarodowych
| Impreza                                                             | Rok  | Miejsce        | Konkurencja                            | Wynik  | Wynik   |
| Impreza                                                             | Rok  | Miejsce        | Konkurencja                            | Punkty | Miejsce |
| ------------------------------------------------------------------- | ---- | -------------- | -------------------------------------- | ------ | ------- |
| Igrzyska olimpijskie                                                | 2012 | Londyn         | wieża 10 m indywidualnie               | 506.65 | 8.      |
| Igrzyska olimpijskie                                                | 2016 | Rio de Janeiro | wieża 10 m indywidualnie               | 492.90 | 5.      |
| Igrzyska olimpijskie                                                | 2020 | Tokio          | trampolina 3 m indywidualnie           | 426.75 | 7.      |
| Mistrzostwa świata w pływaniu                                       | 2011 | Szanghaj       | wieża 10 m indywidualnie               | 412.60 | 20.     |
| Mistrzostwa świata w pływaniu                                       | 2013 | Barcelona      | trampolina 1 m indywidualnie           | 398.05 | 8.      |
| Mistrzostwa świata w pływaniu                                       | 2015 | Kazań          | wieża 10 m indywidualnie               | 407.90 | 14.     |
| Mistrzostwa świata w pływaniu                                       | 2015 | Kazań          | konkurs drużynowy                      | 348.95 | 11.     |
| Mistrzostwa świata w pływaniu                                       | 2019 | Gwangju        | trampolina 3 m synchronicznie mężczyzn | 403.50 | 15.     |
| Mistrzostwa Europy w pływaniu, Mistrzostwa Europy w skokach do wody | 2019 | Kijów          | trampolina 3 m indywidualnie           | 337.70 | 12.     |
| Mistrzostwa Europy w pływaniu, Mistrzostwa Europy w skokach do wody | 2020 | Budapeszt      | trampolina 3 m indywidualnie           | 484.65 | brąz    |

## Kontuzje
Po igrzyskach w Rio przestał rywalizować w skokach z wieży z powodu kontuzji barku. Skupił się na rywalizacji w skokach z trampoliny, w których nie jest wymagany skok ze stania na rękach.